# Clusia brachystyla
Clusia brachystyla är en tvåhjärtbladig växtart som beskrevs av Bassett Maguire. Clusia brachystyla ingår i släktet Clusia och familjen Clusiaceae. Inga underarter finns listade i Catalogue of Life.